# 姉崎古墳群
姉崎古墳群（あねさきこふんぐん）は、千葉県市原市の養老川下流域南岸の沖積地と標高30メートルから40メートルの台地にかけて立地する4世紀後半～7世紀後半にかけての古墳群である。

## 概要
養老川下流域南岸の沖積地と台地上では、これまでに前方後円墳11基、前方後方墳2基、円墳20基、方墳1基の存在が確認されているが、すでに消滅した古墳も多い。台地の北縁には前方部を西に向けた全長130メートルの房総最大の前期古墳である姉崎天神山古墳があり、その北方の平野部の砂丘上には全長103メートルの姉崎二子塚古墳がある。姉崎天神山古墳の西600メートルのところに姉埼神社が鎮座し、その南には全長86メートルの釈迦山古墳がある。この神社は上海上国造による創祀伝承があり、上海上国造の氏神と見られる。なお、釈迦山古墳の西約100メートルの台地上に全長69メートルの山王山古墳があったが開発に先だつ調査後消滅した。また、姉崎天神山古墳の南600メートルの丘陵上には切石積の横穴式石室を南に向けた前方後方墳・六孫王原古墳がある。
これらの古墳の系譜を辿ると、最古と見られる前方後円墳は群中最大の姉崎天神山古墳であり、4世紀前葉から中葉の築造と推定され、釈迦山古墳がそれに続き4世紀後半の築造と考えられている。中期古墳としては5世紀後半の築造と見られる姉崎二子塚古墳があるが、その他は中期の前方後円墳は知られていない。後期には6世紀前半の山王山古墳、末期の7世紀には前方後方墳である六孫王原古墳が築造されているが、直弧文石枕などの優品を出土した姉崎二子塚古墳に較べ後期後半の古墳の様相は振るわず、その後の養老川下流域の首長（上海上国造）にはかつてほどの栄えはみられない。